# Мужчины не уходят
«Мужчины не уходят» (англ. Men Don't Leave) — ремейк французского кинофильма «Жизнь продолжается» (фр. La Vie Continue). Премьера фильма в США состоялась 2 февраля 1990 года.

## Сюжет
После смерти мужа Бет Маколей (Джессика Лэнг) продаёт свой дом и переезжает в более дешёвое жилье, в Балтимор со своими сыновьями Крисом (О’Доннелл) и Мэттом (Корсмо). Она заводит отношения с музыкантом по имени Чарльз (Ховард). Унаследовав от супруга долги в 63 000 долларов, Бет вынуждена устроиться на работу в маленький ресторан и при этом заниматься своими сыновьями. Жизнь постоянно испытывает на прочность Бет, Криса и Мэтта, но с помощью друзей у семьи появляется шанс на светлое будущее.

## В ролях
| Актёр          | Роль          |
| -------------- | ------------- |
| Джессика Лэнг  | Бет Маколей   |
| Арлисс Ховард  | Чарльз Саймон |
| Джоан Кьюсак   | Джоди         |
| Крис О'Доннелл | Крис Маколей  |
| Кэти Бейтс     | Лиза Коулман  |
| Чарли Корсмо   | Мэтт Маколей  |
| Белита Морено  | Миссис Бакли  |
| Джим Хейни     | Мистер Бакли  |
| Кори Кэрриер   | Уинстон Бакли |

## Критика
Фильм широко обсуждался в американской прессе, с различными, часто полярными оценками. Один из ведущих киноведов США Роджер Эберт так отозвался о нём: «...в определённый момент фильм начинает разваливаться...Он потерял свой нерв. Сценарий Барбары Бендек задаёт реалистичность происходящего, но гасится голливудскими трюками с сюжетом. Режиссёр Пол Брикман не отвечает на вопросы, возникающие у зрителей. <…> Я готов держать пари, что существует более ранняя редакция сценария Бендек, более реалистичная и честная, но где-то в неё были внесены „улучшения“ правды в угоду фальши и подтасовке».
Значительно более позитивную оценку картины даёт обозреватель «The Washington Post» Хэл Хинсон: «„Мужчины не уходят“ обволакивает захватывающим, резонирующим очарованием, он окутывает вас полностью своими персонажами, их радостями и страданиями. Эта работа находит отклик в сердце и вызывает воспоминания».